# آكل البكتيريا
آكلات البكتيريا (Bacterivores) هي كائنات حية تحصل على الطاقة والمغذيات بشكل أساسي أو كلي من استهلاك البكتيريا.يُستخدم المصطلح بشكل شائع لوصف الكائنات الحية المجهرية الحرة غيرية التغذية مثل الديدان الأسطوانية بالإضافة إلى العديد من أنواع الأميبا والعديد من الأنواع الأخرى من الأوليات، ولكن بعض اللافقاريات الكبيرة هي أيضًا آكلات للبكتيريا، بما في ذلك الإسفنج وكثيرات الأشعار وبعض الرخويات والمفصليات. تتكيف العديد من الكائنات الحية آكلة البكتيريا للافتراس العام لأي نوع من البكتيريا، ولكن ليست كل البكتيريا سهلة الهضم؛ فبعض أنواع البكتيريا، مثل المطثية الحاطمة Clostridium perfringens، تفترس أبدًا بسبب سماتها الخلوية.

## في علم الأحياء الدقيقة
يمكن أن تشكل آكلات البكتيريا مشكلة في بعض الأحيان في دراسات علم الأحياء الدقيقة. على سبيل المثال، عندما يسعى العلماء إلى تقييم الكائنات الحية الدقيقة في عينات من البيئة (مثل المياه العذبة)، غالبًا ما تكون العينات ملوثة بكائنات آكلة للبكتيريا مجهرية، مما يتداخل مع نمو البكتيريا المراد دراسته. يمكن أن يؤدي إضافة سيكلوهيكسيميد إلى تثبيط نمو آكلات البكتيريا دون التأثير على بعض الأنواع البكتيرية، ولكن ثبت أيضًا أنه يمنع نمو بعض بدائيات النوى اللاهوائية.